# Double Springs
Double Springs város az USA Alabama államában, Winston megyében, melynek megyeszékhelye is. Lakosainak száma 1119 fő (2020. április 1.).

## Népesség
A település népességének változása:

| 2010 | 1 083 |
| 2020 | 1 119 |